# I. e. 90
Évszázadok: i. e. 2. század – i. e. 1. század – 1. század
Évtizedek: i. e. 140-es évek – i. e. 130-as évek – i. e. 120-as évek – i. e. 110-es évek – i. e. 100-as évek – i. e. 90-es évek – i. e. 80-as évek – i. e. 70-es évek – i. e. 60-as évek – i. e. 50-es évek – i. e. 40-es évek
Évek: i. e. 95 – i. e. 94 – i. e. 93 – i. e. 92 –  i. e. 91 – i. e. 90 – i. e. 89 – i. e. 88 – i. e. 87 – i. e. 86 – i. e. 85

## Események

### Róma
- Lucius Iulius Caesart és Publius Rutilius Lupust választják consulnak. Mindketten az itáliai szövetségesháborút kapják: L. Julius Caesar a szamniszok, Rutilius Lupus (akinek Caius Marius a legatusa) a marsik ellen vonul.
- Ausculum lakói is csatlakoznak a lázadókhoz és a városban minden rómait lemészárolnak, hogy megbosszulják Servilius propraetor és legatusa, Fonteius túlkapásait.
- A picenumi születésű, de római polgár Cnaeus Pompeius Strabo szűkebb hazájában 3 (vagy 4) légiót toboroz Róma számára, de a lázadók megtámadják és beszorítják a városba, ahonnan csak ősszel sikerül kitörnie.
- A lázadók ostrom alá veszik Aeserniát. L. Iulius Caesar megpróbálja megakadályozni, hogy az ostromlók erősítést kapjanak, de visszaverik a támadását és 2000 embert veszít.
- A felkelők egyik "consulja", a szamnisz Caius Papius Mutilus árulás révén elfoglalja a campaniai Nolát. A foglyul ejtett római tiszteket halálra éhezteti (köztük Lucius Postumus praetort), a katonákat besorozza a seregébe.
- A lázadó Titus Vettius Scato legyőzi Rutilius Lupus consult. A csatában 8 ezer római esik el, köztük maga a consul is. Caius Marius ellentámadásában a felkelők súlyos veszteségeket szenvednek és visszavonulnak. A parancsnokságot a két legatus, Quintus Servilius Caepio és Caius Marius közösen veszi át, de nem tudnak együttműködni; Caepio emiatt az ellenség csapdájába esik és megölik. Marius és régi harcostársa, Sulla ezután vereséget mér a marsikra.
- L. Iulius Caesar visszatér Rómába és megszavaztatja a Lex Iulia de Civitate Latinis Danda törvényt, amely római polgárjogot ad a lázadókhoz nem csatlakozó itáliai népeknek.
- Cnaeus Pompeius Strabo, akit időközben megválasztottak a következő év consuljának, legyőz egy Etruriába vonuló felkelő sereget. A lázadók 5 ezer embert veszítenek és további 5 ezret, amikor menekülés közben megpróbálnak átkelni az Apennineken.

### Hellenisztikus birodalmak
- VI. Mithridatész pontoszi király megtámadja Bithüniát, míg szövetségese, II. Tigranész örmény király Kappadókiát szállja meg. A két ország Róma-barát uralkodója, IV. Nikomédész és I. Ariobarzanész a szenátustól kérnek segítséget.
- Manius Aquillius vezetésével követség indul Kis-Ázsiába és visszaállítja a két király uralmát. Aquillius nyomására (feltehetően azért, hogy Nikomédész ki tudja fizetni a szenátorok lefizetésére felvett jelentős kölcsönöket) Bithünia lezárja a Boszporuszt a pontoszi hajók elől és megtorló fosztogató portyát indít pontoszi területre.
- I. Artaxiasz lép a kaukázusi Ibéria trónjára.

## Születések
- Aulus Hirtius, római politikus és történetíró
- Diodórosz Szikulosz, görög történetíró

## Halálozások
- Publius Rutilius Lupus, római consul
- Quintus Servilius Caepio
- Dionüsziosz Thrax, görög grammatikus